# Späddvärgfoting
Späddvärgfoting (Symphylella vulgaris) är en mångfotingart som först beskrevs av Hansen 1903.  Späddvärgfoting ingår i släktet findvärgfotingar, och familjen slankdvärgfotingar. Arten är reproducerande i Sverige. Inga underarter finns listade i Catalogue of Life.